# Municipalità locale di Thabazimbi
Thabazimbi è una municipalità locale (in inglese Thabazimbi Local Municipality) appartenente alla municipalità distrettuale di Waterberg della provincia del Limpopo in Sudafrica.
Il suo territorio si estende su una superficie di 9.862 km² ed è suddiviso in 10 circoscrizioni elettorali (wards). Il suo codice di distretto è LIM361.

## Geografia fisica

### Confini
La municipalità locale di Thabazimbi confina a nord con quella di Lephalale, a est con quelle di Modimolle e Bela-Bela, a sud con quelle di Moretele, Madibeng e Moses Kotane (Bojanala Platonum/Provincia del Nordovest), a ovest con quella di Ramotshere Moiloa (Ngaka Modiri Molema/Provincia del Nordovest) e con il Botswana.

### Città e comuni
- Amandelbult
- Dwaalboom
- Ganskuil
- Ipeleng
- Kaya se Put
- Koedoeskop
- Leeupoort
- Middeldrift
- Middelwit
- Mmebane
- Northam
- Oostermoed
- Regorogile
- Rooiberg
- Rooiberg Tin Mine
- Rooibokkraal
- Rooikrans
- Sentrum
- Silent Valley
- Smersha Block
- Spanwerk
- Swartklip
- Swartkop
- Thabazimbi
- Voortrekkerspos

### Fiumi
- Bierspruit
- Brakspruit
- Diphiri
- Klipspruit
- Krokodil
- Lenkwane
- Limpopo
- Marico
- Maririetsa
- Maselaje
- Moretele
- Rietspruit
- Sand
- Vaalwaterspruit

### Dighe
- Bierspruit Dam